# Лейла Месхі
Лейла Месхі (груз. ლეილა მესხი, 5 січня 1968) — грузинська тенісистка, олімпійська медалістка. 
Лейла представляла Радянський Союз, а від 1991 року — Грузію. Бронзову олімпійську нагороду вона виборола в парі з Наташею Зверєвою на Барселонській олімпіаді в складі Об'єднаної команди. 
У 1986-му Месхі разом із Наташею Звєрєвою виграли Ролан-Гаррос серед дівчат в парному розряді. А от в фіналі Вімблдону (зі Звєрєвою) та Відкритого чемпіонату США (з Брюховець) радянські дівчата програли.

## Фінали турнірів WTA

### Одиночний розряд (5 - 6)
| Результат | №  | Дата             | Турнір                    | Категорія | Поверхня | Супротивниця            | Рахунок       |
| --------- | -- | ---------------- | ------------------------- | --------- | -------- | ----------------------- | ------------- |
| Поразка   | 1. | 18 квітня 1988   | Сінгапур                  | Рівень V  | Хард     | Монік Джейвер           | 6–7, 3–6      |
| Поразка   | 2. | 27 лютого 1989   | Оклахома-Сіті, США        | Рівень V  | Хард     | Манон Боллеграф         | 4–6, 4–6      |
| Перемога  | 1. | 6 листопада 1989 | Нешвілл, США              | Рівень V  | Хард     | Гелен Келесі            | 6–2, 6–3      |
| Перемога  | 2. | 29 січня 1990    | Окленд, Нова Зеландія     | Рівень V  | Хард     | Сабін Аппельманс        | 6–1, 6–0      |
| Поразка   | 3. | 5 лютого 1989    | Веллінгтон, Нова Зеландія | Рівень V  | Хард     | Вільтруд Пробст         | 6–1, 4–6, 0–6 |
| Перемога  | 3. | 1 жовтень 1990   | Москва, Росія             | Рівень V  | Килим    | Олена Брюховець         | 6–4, 6–4      |
| Поразка   | 4. | 5 листопада 1990 | Індіанаполіс, США         | Рівень IV | Хард     | Кончіта Мартінес        | 4–6, 2–6      |
| Перемога  | 4. | 4 лютого 1991    | Веллінгтон, Нова Зеландія | Рівень V  | Хард     | Андреа Стрнадова        | 3–6, 7–6, 6–2 |
| Поразка   | 5. | 1 квітня 1991    | Гілтон-Гед, США           | Рівень I  | Ґрунт    | Габріела Сабатіні       | 1–6, 1–6      |
| Поразка   | 6. | 23 вересня 1991  | Байонн, Франція           | Рівень IV | Килим    | Мануела Малеєва-Франьєр | 6–4, 3–6, 4–6 |
| Перемога  | 5. | 9 січня 1995     | Гобарт, Австралія         | Рівень IV | Хард     | Лі Фан                  | 6–2, 6–3      |

## Зовнішні посилання
Досьє на сайті WTA [Архівовано 4 грудня 2016 у Wayback Machine.]